# Stephen Odey
Stephen Pius Odey (15 januari 1998) is een Nigeriaans voetballer die bij voorkeur als aanvaller speelt.

## Clubcarrière

### FC Zürich
Odey maakte in oktober 2017 de overstap van Mountain of Fire and Miracles FC, uit zijn thuisland, naar het Zwitserse FC Zürich. Hij had het in zijn eerste seizoen bij de club moeilijk om zich in de basis te werken, het bleef meestal dan ook bij invalbeurten. Op 27 mei 2018 won hij met Zürich de beker, Odey bleef in de finale tegen Young Boys Bern de volledige wedstrijd op de bank. In zijn tweede seizoen bij de club wist hij wel een basisplaats te veroveren. Odey kon in 32 wedstrijden dat seizoen tien doelpunten scoren.

### KRC Genk
Eind juni 2019 werd bekend dat hij een vijfjarig contract had ondertekend bij de Belgische eersteklasser KRC Genk. De regerende landskampioen telde 3,5 miljoen euro neer voor de Nigeriaan, die twee jaar daarvoor ook al in beeld was geweest bij Club Brugge. In zijn eerste officieuze wedstrijd voor Genk, tegen eersteprovincialer Bregel Sport, trof hij meteen tweemaal raak.
In zijn eerste seizoen bij Genk kon hij in dertien wedstrijden slechts eenmaal scoren. Op 24 september 2019 scoorde hij zijn eerste officiële goal voor Genk: in de bekerwedstrijd tegen KSK Ronse, zijn eerste basisplaats in het shirt van Genk, opende hij in de tweede helft de score. Zijn tweede goal scoorde hij tijdens zijn Champions League-debuut tegen Liverpool FC, waarin hij in de Luminus Arena negen minuten voor tijd inviel voor Paul Onuachu. In de competitie kwam hij in elf wedstrijden, waarvan tien invalbeurten – enkel in de 2-0-nederlaag tegen KAS Eupen kreeg hij een basisplaats – geen enkele keer scoren.

#### Uitleenbeurt aan Amiens SC
In september 2020 leende Genk hem voor een seizoen uit aan de Franse tweedeklasser Amiens SC. Daar scoorde hij in 28 competitiewedstrijden zes keer, waarvan weliswaar twee keer op de slotspeeldag. Daar werd hij dat seizoen wel clubtopschutter mee, want Stiven Mendoza en Cheick Timité scoorden elk slechts vier keer. Toch lichtte Amiens de aankoopoptie op het einde van het seizoen niet.

#### Uitleenbeurt aan Randers FC
Na afloop van zijn uitleenbeurt kreeg Odey, in tegenstelling tot bijvoorbeeld Joseph Paintsil, geen nieuwe kans bij de A-kern. De Nigeriaan moest in afwachting van een nieuwe werkgever meetrainen met de B-kern. Eind augustus 2021 leende Genk hem een tweede keer uit, ditmaal aan de Deense eersteklasser Randers FC. Daar vond de Nigeriaan meteen vlot de weg naar de netten: op 1 november stond zijn teller al op tien goals (vijf in de competitie, drie in de Deense voetbalbeker en twee in de Conference League).
De Deense club lichtte eind november 2021 dan ook al de aankoopoptie in het huurcontract. Genk boekte zo verlies op de Nigeriaan, want de afkoopsom in het huurcontract bedroeg minder dan een miljoen euro.

## Interlandcarrière
Op 13 augustus 2017 maakte Odey zijn debuut voor het Nigeriaans voetbalelftal, hij mocht invallen in de interland tegen Benin.

## Palmares
| Competitie            |           |           |           |           |
| Competitie            | Aantal    | Jaren     |           |           |
| FC Zürich             | FC Zürich | FC Zürich | FC Zürich | FC Zürich |
| --------------------- | --------- | --------- | --------- | --------- |
| Zwitsers bekerwinnaar | 1x        | 2018      |           |           |
| KRC Genk              |           |           |           |           |
| Belgische Supercup    | 1x        | 2019      |           |           |